# Mankinen (sjö i Kaavi, Norra Savolax)
Mankinen är en sjö i kommunen Kaavi i landskapet Norra Savolax i Finland. Sjön ligger 127,5 meter över havet. Den är 13,2 meter djup. Arean är 35 hektar och strandlinjen är 3,63 kilometer lång. Sjön  ingår i Vuoksens huvudavrinningsområde.   Den ligger omkring 42 kilometer öster om Kuopio och omkring 370 kilometer nordöst om Helsingfors. 
Mankinen ligger sydöst om Kotajärvi. 